# Гутовський Володимир Олексійович
Гутовський Володимир Олексійович — радянський і український кінооператор. Заслужений діяч мистецтв України (2004). Член Національної спілки кінематографістів України.

## Біографічні відомості
Народився 20 липня 1954 р. у с. Корнин Житомирської обл. Закінчив Київський державний інститут театрального мистецтва ім. І. Карпенка-Карого (1977). 
Працює на Київській кіностудії ім. О. П. Довженка.

## Фільмографія
Зняв фільми:
- «Високий перевал» (1981, 2-й оператор)
- «Не було б щастя...» (1983, 2-й оператор)
- «У привидів у полоні» (1984, 2-й оператор)
- «Фантастична історія» (1988, 2-й оператор у співавт.)
- «Балаган» (1990, у співавт.)
- «Дамський кравець» (1990, 2-й оператор у співавт.)
- «Не стріляйте в мене, будь ласка» (1991, у співавт.)
- «Геть сором!» (1994, у співавт.)
- «Записки кирпатого Мефістофеля» (1994, у співавт.)
- «Кайдашева сім'я» (1996, фільм 2-й, у співавт.)
- «Тарас Шевченко. Заповіт» (1997, фільм 7—9, у співавт.)
- «Поет і княжна» (1999, у співавт.)
- «Приблуда» (2007) та ін.